# Legge 9 agosto 2013, n. 98
La legge 9 agosto 2013, n. 98 (di conversione del decreto legge 21 giugno 2013, n. 69 noto come decreto del fare) è una legge della Repubblica Italiana. Emanata durante il governo Letta, la legge è nota per le semplificazioni introdotte in vari ambiti, nella burocrazia e nell'attività amministrativa, nell'edilizia alla sicurezza sul lavoro e al fisco.

## Contenuti principali

### Liberalizzazione dell'accesso alle reti Wi-Fi (art. 10)
L'articolo 10 del decreto ha eliminato gli obblighi relativi alla fruizione del wi-fi aperto al pubblico circa l'obbligo di identificazione degli utenti, abrogando quanto sancito dall'art. 7 del decreto-legge 27 luglio 2005, n. 144 convertito in legge 
31 luglio 2005, n. 155. La medesima norma ha inoltre stabilito che qualora l'offerta di accesso non costituisca l'attività commerciale prevalente del gestore del servizio, non trovino applicazione le prescrizioni dell'art. 25 del codice delle comunicazioni elettroniche, colmando il divario con altri Stati in termini di servizi aggiuntivi ai turisti.

### Indennizzo per il mancato rispetto dei tempi dei procedimenti amministrativi (art. 28)
La legge prevede che qualora una pubblica amministrazione italiana non rispetti i tempi previsti per la conclusione di un procedimento amministrativo, debba essere versato, a carico dell'amministrazione inadempiente, una somma pari a 30 euro per ogni giorno di ritardo a favore dei soggetti interessati eventualmente danneggiati; in ogni caso la somma non può superare i 2000 euro.

### Decorrenza di efficacia atti normativi ed amministrativi (art. 29)
Gli atti normativi e amministrativi del governo italiano e delle amministrazioni a carattere generale producono i loro effetti a decorrere dal 1º luglio o dal 1º gennaio successivi alla data di entrata in vigore salvo particolari esigenze.

### Semplificazioni in edilizia (art. 30)
Nel campo dell'edilizia, la legge ha consentito alle regioni di adottare  "disposizioni derogatorie" ad alcune norme del decreto ministeriale 2 aprile 1968, n. 1444. Inoltre, ha semplificato la procedura di Segnalazione Certificata di Inizio Attività (SCIA) per i richiedenti. Il decreto ha introdotto la possibilità di chiedere allo sportello unico per le attività produttive di acquisire tutti gli atti di assenso (come, ad esempio, autorizzazioni paesaggistiche, autorizzazioni antincendio, e simili) per conto del richiedente, e contestualmente introducendo possibilità per le regioni italiane di derogare ai limiti di cui al decreto ministeriale 2 aprile 1968, n. 1444, come nel caso degli standard urbanistici.
Sempre in tema, la norma ha inoltre sostituito il permesso di costruire con la SCIA nei casi di modifiche delle sagome degli edifici, pur nel rispetto della normativa esistente.

### Semplificazioni in materia di DURC (art. 31)
La durata del Documento Unico di Regolarità Contributiva (DURC) viene estesa da 90 a 120 giorni; inoltre la legge prevede la cosiddetta "procedura compensativa", che consiste nella possibilità di sanare le eventuali inadempienze contributive del DURC, trattenendo l'importo corrispondente alle mancanze direttamente dal certificato di pagamento. Inoltre, l'articolo 31 comma 4 enumera le situazioni in cui la stazione appaltante acquisisce d'ufficio il DURC.

### Sicurezza sul lavoro (art. 32)
L'art. 32 introduce modifiche e semplificazioni anche al testo unico sulla sicurezza nei luoghi di lavoro  oltre che al testo unico delle disposizioni per l'assicurazione obbligatoria contro gli infortuni sul lavoro e le malattie professionali (DPR 30 giugno 1965, n. 1124)
Sono state poi introdotte procedure semplificate per il Documento di Valutazione dei Rischi (DVR), sotto certe condizioni. Anche nei cantieri temporanei o mobili sono state introdotte semplificazioni: la redazione dei Piani Operativi di Sicurezza (POS), dei Piani di Sicurezza e Coordinamento (PSC) e del Documento Unico per la Valutazione dei Rischi da Interferenze (DUVRI) sono anch'esse oggetto di procedure semplificate alle condizioni previste dalla legge.

### Tirocinio presso gli uffici giudiziari (art. 73)
L'art. 73 del decreto ha introdotto la possibilità per i laureati in giurisprudenza con età inferiore a 30 anni, un voto del diploma di laurea non inferiore a 105/110 ed una media non inferiore a 27/30 in alcuni esami esplicitati dalla stessa norma possa o essere ammessi a domanda ad espletare un tirocinio presso gli uffici giudiziari. L'espletamento del medesimo costituisce, secondo la riforma Castelli titolo per l'ammissione a concorso per la magistratura italiana.

## Altre modifiche e innovazioni
Varie disposizioni riguardano la semplificazione dell'attività amministrativa in generale; tra gli altri provvedimenti della legge degni di nota sono l'eliminazione del "silenzio-rifiuto" nelle richieste di rilascio del permesso di costruire, favorendo la riduzione dei tempi nelle suddette richieste. La legge rende anche possibile ottenere attestazioni e certificati di agibilità anche parziali.
La legge prevede inoltre semplificazioni per imprenditori agricoli, per i quali, in base all'articolo 30-bis, “per la vendita al dettaglio esercitata su superfici all’aperto nell’ambito dell’azienda agricola, nonché per la vendita esercitata in occasione di sagre, fiere, manifestazioni a carattere religioso, benefico o politico o di promozione dei prodotti tipici o locali, non è richiesta la comunicazione di inizio attività”. Lo stesso articolo 30-bis prevede altre semplificazioni simili per gli imprenditori agricoli.
La norma giuridica ha inoltre disposto l’abolizione dei certificati per attività ludico motoria-amatoriale e dei conseguenti accertamenti diagnostici richiesti dalla normativa abrogata, mentre afferma il permanere dell'obbligo della certificazione per l’attività sportiva non agonistica, ovvero riferita alle attività sportive parascolastiche e a quelle appartenenti a federazioni nazionali sportive che fanno capo al Coni. L'esecuzione di ulteriori accertamenti, come l'elettrocardiogramma, per la valutazione clinica delle condizioni del paziente rimane alla discrezionalità professionale del medico certificatore.
La legge ha infine istituito ai fini della riduzione del contenzioso civile e penale la figura del giudice ausiliario, appartenenti alla magistratura onoraria italiana scelti tra i magistrati notai e avvocati a riposo nonché tra i professori universitari esperti di materie giuridiche, con limiti di età, e con durata dell'incarico di cinque anni.